# Pedicia (Pedicia) cubitalis
Pedicia (Pedicia) cubitalis is een tweevleugelige uit de familie Pediciidae. De soort komt voor in het Palearctisch gebied.